# كيري هانون
كيري هانون (بالإنجليزية: Kerry Hannon)‏ هي صحفية أمريكية، ولدت في 1960.